# Festival RTP da Canção 1970
O VII Grande Prémio TV da Canção 1970 foi o sétimo Festival RTP da Canção, e teve lugar no dia 22 de Maio de 1970, no Cinema Monumental, em Lisboa. 
Este Festival foi marcado por ter sido único a realizar-se em Maio.
Maria Fernanda e Carlos Cruz foram os apresentadores do festival que foi ganho por Sérgio Borges com a canção Onde vais rio que eu canto.

## Festival
Em 1970 a RTP e as estações de televisão escandinavas resolveram não participar no Eurofestival como forma de protesto ao sistema de votação então vigente, que permitiu, em 1969, o empate de quatro canções no 1º lugar. A opinião pública não contestou esta decisão da RTP porque o país estava indignado com injustiça feita à canção portuguesa em 1969.
Apesar de não participar no Eurofestival, a RTP fez questão de levar a efeito o Festival da Canção em 1970. A 22 de Maio, precisamente dois meses e um dia depois do ESC que consagrou como vencedora Dana, a representante da Irlanda, acontecia o VII Grande Prémio TV da Canção Portuguesa.
Esta nossa final, apenas para consumo interno, teve lugar no Cinema Monumental, contou com apresentação de Maria Fernanda e de Carlos Cruz, tendo sido transmitido em direto também pela TVE que fez deslocar a Portugal o comentador designado pelos espanhóis com a Voz Eurovisão, José Luís Urribari.
Este festival foi caracterizado pela emergência de novos valores como Duarte Mendes e Paulo de Carvalho que iniciavam aqui as suas participações nos Festivais da Canção.
A concurso estiveram 10 canções, selecionadas entre 357 originais recebidos, pelo júri de seleção que foi constituído por 9 funcionários da RTP. Este festival teve uma hegemonia de cantores masculinos existindo apenas duas presenças femininas a solo.
Os intérpretes que passaram por este festival para consumo interno foram os seguintes, por ordem de desfile:
Fernando Tordo, Duarte Mendes, Hugo Maia de Loureiro, Artur Rodrigues, Intróito, Sérgio Borges, Ruth, Duo Orpheu, Paulo de Carvalho e Maria da Glória.
"Onde vais rio que eu canto", com letra de Joaquim Pedro Gonçalves e música de Nóbrega e Sousa, defendida por Sérgio Borges, foi a canção vencedora, com mais 11 votos que o tema classificado em 2º lugar, "Canção de madrugar" que teve interpretação de Hugo Maia de Loureiro com poema de Ary dos Santos e música de Nuno Nazareth Fernandes.
| #   | Artista            | Canção                       | Letra (l) / Música (m)                                                  | Pontuação | Classificação |
| --- | ------------------ | ---------------------------- | ----------------------------------------------------------------------- | --------- | ------------- |
| 1º  | Fernando Tordo     | "Escrevo às cidades"         | Fernando Tordo e Jaime A. Queimado (m), Vítor Manuel Oliveira Jorge (l) | 10º       | 3             |
| 2º  | Duarte Mendes      | "Então dizia-te"             | Fernando Tordo e Jaime A. Queimado (m), Vítor Manuel Oliveira Jorge (l) | 9º        | 6             |
| 3º  | Hugo Maia Loureiro | "Canção de Madrugar"         | Nuno Nazareth Fernandes (m), José Carlos Ary dos Santos (l)             | 2º        | 73            |
| 4º  | Artur Rodrigues    | "Velho Sonho"                | Andrade e Silva (m & l)                                                 | 5º        | 21            |
| 5º  | Intróito           | "Verdes Trigais"             | Fernando Poitier (m), Fernando Vieira (l)                               | 3º        | 25            |
| 6º  | Sérgio Borges      | "Onde vais rio que eu canto" | Carlos Nóbrega e Sousa (m), Joaquim Pedro Gonçalves (l)                 | 1º        | 84            |
| 7º  | Rute               | "A voz do chão"              | Vitor Campos e Jaime Filipe (m), Francisco Nicholson (l)                | 7º        | 11            |
| 8º  | Duo Orpheu         | "Adeus velha amada"          | Pedro Osório (m), José Alberto Diogo (l)                                | 8º        | 10            |
| 9º  | Paulo de Carvalho  | "Corre Nina"                 | Pedro Osório (m), José Carlos Moura Portugal Sobral (l)                 | 4º        | 24            |
| 10º | Maria da Glória    | "Folhas verdes"              | Carlos Canelhas (m), António Sousa Freitas (l)                          | 6º        | 13            |

### Resultados
O júri nacional esteve sediado nas 18 capitais de distrito de Portugal Continental, as quais dispunham, cada uma, de 15 votos para distribuir conforme entendessem pelas canções concorrentes. O júri foi chamado a votar segundo a ordem alfabética dos respetivos distritos:
| Júri Nacional                | Canções Pontuadas | Canções Pontuadas | Canções Pontuadas | Canções Pontuadas | Canções Pontuadas | Canções Pontuadas | Canções Pontuadas | Canções Pontuadas | Canções Pontuadas | Canções Pontuadas |
| ---------------------------- | ----------------- | ----------------- | ----------------- | ----------------- | ----------------- | ----------------- | ----------------- | ----------------- | ----------------- | ----------------- |
| Júri Nacional                | 1                 | 2                 | 3                 | 4                 | 5                 | 6                 | 7                 | 8                 | 9                 | 10                |
| Distrito de Aveiro           |                   |                   | 1                 |                   | 1                 | 10                | 1                 |                   | 1                 | 1                 |
| Distrito de Beja             |                   |                   | 4                 | 1                 | 3                 | 4                 | 3                 |                   |                   |                   |
| Distrito de Braga            |                   |                   | 3                 |                   |                   | 7                 |                   |                   | 5                 |                   |
| Distrito de Bragança         |                   |                   | 5                 |                   | 1                 | 8                 |                   | 1                 |                   |                   |
| Distrito de Castelo Branco   |                   |                   | 1                 | 3                 | 1                 | 10                |                   |                   |                   |                   |
| Distrito de Coimbra          |                   |                   | 11                |                   |                   | 2                 |                   |                   | 2                 |                   |
| Distrito de Évora            |                   |                   | 3                 | 2                 | 2                 | 6                 |                   |                   |                   | 2                 |
| Distrito de Faro             |                   | 3                 | 1                 | 2                 |                   | 6                 |                   | 2                 |                   | 1                 |
| Distrito de Guarda           |                   | 2                 |                   | 1                 | 3                 | 8                 |                   | 1                 |                   |                   |
| Distrito de Leiria           |                   |                   | 6                 |                   | 1                 | 1                 | 3                 | 1                 | 3                 |                   |
| Distrito de Lisboa           | 1                 | 1                 | 11                |                   | 2                 |                   |                   |                   |                   |                   |
| Distrito de Portalegre       | 1                 |                   | 2                 | 3                 | 2                 | 2                 | 2                 | 2                 | 1                 |                   |
| Distrito de Porto            |                   |                   | 2                 |                   | 7                 |                   | 1                 |                   | 5                 |                   |
| Distrito de Santarém         |                   |                   | 5                 |                   |                   | 4                 | 1                 |                   | 5                 |                   |
| Distrito de Setúbal          |                   |                   | 4                 | 1                 | 2                 | 6                 |                   |                   | 2                 |                   |
| Distrito de Viana do Castelo |                   |                   | 3                 | 1                 |                   | 9                 |                   |                   |                   | 2                 |
| Distrito de Vila Real        |                   |                   |                   | 7                 |                   | 1                 |                   |                   |                   | 7                 |
| Distrito de Viseu            | 1                 |                   | 11                |                   |                   |                   |                   | 3                 |                   |                   |
| Total                        | 3                 | 6                 | 73                | 21                | 25                | 84                | 11                | 10                | 24                | 13                |
| Lugar                        | 10º               | 9º                | 2º                | 5º                | 3º                | 1º                | 7º                | 8º                | 4º                | 6º                |
| Júri Nacional                | 1                 | 2                 | 3                 | 4                 | 5                 | 6                 | 7                 | 8                 | 9                 | 10                |
| Júri Nacional                | Canções Pontuadas |                   |                   |                   |                   |                   |                   |                   |                   |                   |

| Júri Nacional                | Canções Pontuadas | Canções Pontuadas | Canções Pontuadas | Canções Pontuadas | Canções Pontuadas | Canções Pontuadas | Canções Pontuadas | Canções Pontuadas | Canções Pontuadas | Canções Pontuadas |
| ---------------------------- | ----------------- | ----------------- | ----------------- | ----------------- | ----------------- | ----------------- | ----------------- | ----------------- | ----------------- | ----------------- |
| Júri Nacional                | 1                 | 2                 | 3                 | 4                 | 5                 | 6                 | 7                 | 8                 | 9                 | 10                |
| Distrito de Aveiro           | 0                 | 0                 | 1                 | 0                 | 1                 | 10                | 1                 | 0                 | 1                 | 1                 |
| Distrito de Beja             | 0                 | 0                 | 5                 | 1                 | 4                 | 14                | 4                 | 0                 | 1                 | 1                 |
| Distrito de Braga            | 0                 | 0                 | 8                 | 1                 | 4                 | 21                | 4                 | 0                 | 6                 | 1                 |
| Distrito de Bragança         | 0                 | 0                 | 13                | 1                 | 5                 | 29                | 4                 | 1                 | 6                 | 1                 |
| Distrito de Castelo Branco   | 0                 | 0                 | 14                | 4                 | 6                 | 39                | 4                 | 1                 | 6                 | 1                 |
| Distrito de Coimbra          | 0                 | 0                 | 25                | 4                 | 6                 | 41                | 4                 | 1                 | 8                 | 1                 |
| Distrito de Évora            | 0                 | 0                 | 28                | 6                 | 8                 | 47                | 4                 | 1                 | 8                 | 3                 |
| Distrito de Faro             | 0                 | 3                 | 29                | 8                 | 8                 | 53                | 4                 | 3                 | 8                 | 4                 |
| Distrito de Guarda           | 0                 | 5                 | 29                | 9                 | 11                | 61                | 4                 | 4                 | 8                 | 4                 |
| Distrito de Leiria           | 0                 | 5                 | 35                | 9                 | 12                | 62                | 7                 | 5                 | 11                | 4                 |
| Distrito de Lisboa           | 1                 | 6                 | 46                | 9                 | 14                | 62                | 7                 | 5                 | 11                | 4                 |
| Distrito de Portalegre       | 2                 | 6                 | 48                | 12                | 16                | 64                | 9                 | 7                 | 12                | 4                 |
| Distrito de Porto            | 2                 | 6                 | 50                | 12                | 23                | 64                | 10                | 7                 | 17                | 4                 |
| Distrito de Santarém         | 2                 | 6                 | 55                | 12                | 23                | 68                | 11                | 7                 | 22                | 4                 |
| Distrito de Setúbal          | 2                 | 6                 | 59                | 13                | 25                | 74                | 11                | 7                 | 24                | 4                 |
| Distrito de Viana do Castelo | 2                 | 6                 | 62                | 14                | 25                | 83                | 11                | 7                 | 24                | 6                 |
| Distrito de Vila Real        | 2                 | 6                 | 62                | 21                | 25                | 84                | 11                | 7                 | 24                | 13                |
| Distrito de Viseu            | 3                 | 6                 | 73                | 21                | 25                | 84                | 11                | 10                | 24                | 13                |
| Lugar                        | 10º               | 9º                | 2º                | 5º                | 3º                | 1º                | 7º                | 8º                | 4º                | 6º                |
| Júri Nacional                | 1                 | 2                 | 3                 | 4                 | 5                 | 6                 | 7                 | 8                 | 9                 | 10                |
| Júri Nacional                | Canções Pontuadas |                   |                   |                   |                   |                   |                   |                   |                   |                   |